# Iulia Bulie
Iulia Bulie (nacida Iulia Bobeică, Gorbănești, 3 de julio de 1967) es una deportista rumana que compitió en remo.
Participó en dos Juegos Olímpicos de Verano, en los años 1992 y 1996, obteniendo una medalla de plata en Barcelona 1992, en la prueba de ocho con timonel.
Ganó siete medallas en el Campeonato Mundial de Remo entre los años 1990 y 1995.

## Palmarés internacional
| Juegos Olímpicos   | Juegos Olímpicos              | Juegos Olímpicos  | Juegos Olímpicos   |
| Año                | Lugar                         | Medalla           | Prueba             |
| ------------------ | ----------------------------- | ----------------- | ------------------ |
| 1992               | Barcelona (España)            | Medalla de plata  | Ocho con timonel   |
| Campeonato Mundial |                               |                   |                    |
| Año                | Lugar                         | Medalla           | Prueba             |
| 1990               | Tasmania (Australia)          | Medalla de oro    | Cuatro sin timonel |
| 1990               | Tasmania (Australia)          | Medalla de oro    | Ocho con timonel   |
| 1991               | Viena (Austria)               | Medalla de bronce | Ocho con timonel   |
| 1993               | Račice (República Checa)      | Medalla de oro    | Ocho con timonel   |
| 1994               | Indianápolis (Estados Unidos) | Medalla de plata  | Dos sin timonel    |
| 1994               | Indianápolis (Estados Unidos) | Medalla de bronce | Ocho con timonel   |
| 1995               | Tampere (Finlandia)           | Medalla de plata  | Ocho con timonel   |